# Chałupy, Tỉnh West Pomeranian
Chałupy [xaˈwupɨ] (tiếng Đức: Kossätheberg)  là một ngôi làng thuộc khu hành chính của Gmina wieszyno, thuộc quận Koszalin, West Pomeranian Voivodeship, ở phía tây bắc Ba Lan. Nó nằm khoảng 2 kilômét (1 mi) phía đông bắc Świeszyno, 6 km (4 mi) phía nam Koszalin và 133 km (83 mi) về phía đông bắc của thủ đô khu vực Szczecin.
Làng có dân số 144.